# Winfried Rösler

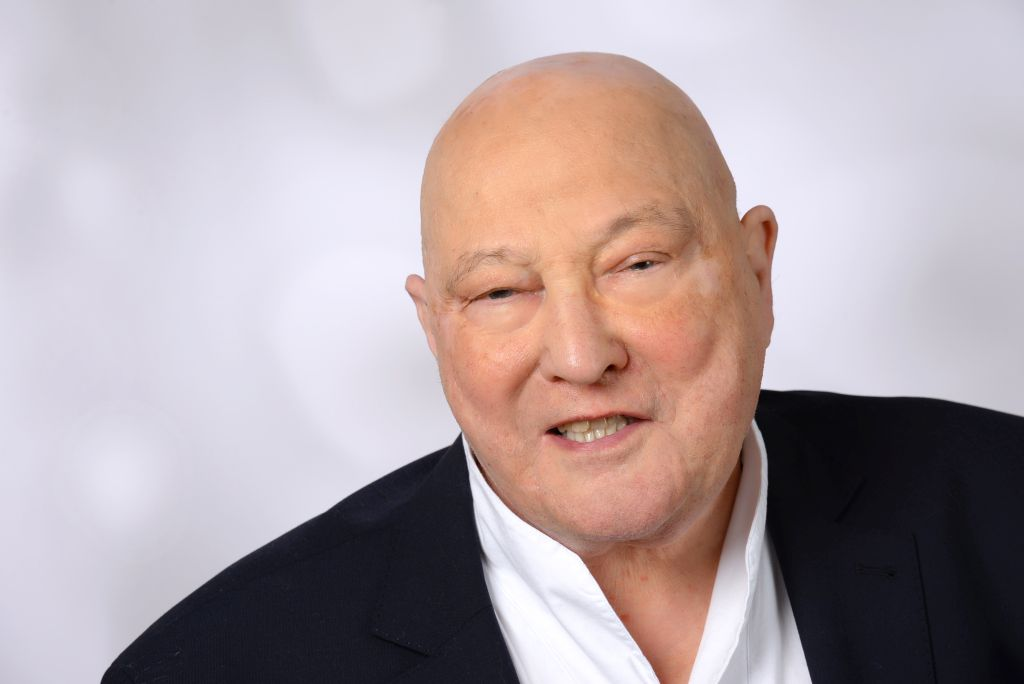
Winfried Rösler 2021

Winfried Rösler (* 27. März 1951 in Baden-Baden; † 16. April 2022) war ein deutscher Erziehungswissenschaftler.

## Leben
Rösler besuchte nach seiner Schulzeit zunächst die Pädagogische Hochschule in Karlsruhe (Hauptfach Musik) und schloss sein Studium dort 1974 mit der Dienstprüfung für das Lehramt an Realschulen ab.
Danach begann er ein Studium der Philosophie, Pädagogik und Germanistik an der Albert-Ludwigs-Universität Freiburg und promovierte 1979 im Hauptfach Philosophie mit einer Arbeit zu Immanuel Kant.
Von 1980 bis 1989 war er zunächst wissenschaftlicher Mitarbeiter und Hochschulassistent, sodann Privatdozent an der Universität Mannheim. 1988 erfolgte die Habilitation mit einer Arbeit zur Praktischen Philosophie und Pädagogik.
1989 erhielt er den Ruf auf eine Professur an der Universität Koblenz-Landau, Campus Koblenz (damals noch EWH). Anfänglich dem Institut für Grundschulpädagogik zugehörend, erfolgte der Wechsel zum Institut für Pädagogik mit dem Fachgebiet Allgemeine Pädagogik und Bildungsgeschichte.

## Fachgebiet
- Allgemeine Pädagogik, Arbeitsschwerpunkte: Kulturgeschichte, Bildungstheorie, Ästhetik
- Theaterarbeit (u. a. Theaterwerkstatt an der Uni Koblenz)
- Literaturlesungen[3]

## Veröffentlichungen
- 2012: Spiegelverkehrte Bildungswelten. Zu Adalbert Stifters ‚Nachsommer‘ und Thomas Manns ‚Zauberberg‘. ISBN 978-3-8260-4820-3.
- 2016: Kleines ABC des Lebens. Ein literarisches Kaleidoskop. ISBN 978-3-8260-5785-4.
- 2016: Räume durchschreiten. Zu Schuberts Klangbildern. ISBN 978-3-8260-5987-2.
- 2019: Bühnenspiel der Menschen – Weltenspiel der Götter. Aphorismen, Sentenzen, Miniaturen. ISBN 978-3-8260-6631-3.
- 2020: Innenräume des Ich. Kammerspiele zur Interieurmalerei. ISBN 978-3-8260-6988-8.
- 2020: Partituren des Menschlichen. Über Stimmen und Klänge des Lebens. ISBN 978-3-8260-7161-4.
- 2021: Lebensmächte – Lebensszenen. ISBN 978-3-8260-7299-4.[4]

## Künstlerische Tätigkeiten
Neben seinen akademischen Tätigkeiten, u. a. als Prodekan, leitete er längere Zeit die Theaterwerkstatt der Koblenzer Universität, spielte Bühnenrollen an verschiedenen Privattheatern, rezitierte in öffentlichen Soiréen klassische und moderne Literatur und gab Klavier-Récitals.

### Theater
- Kinder- und Puppen-Theateraufführungen an (Grund-)Schulen in Koblenz
- Mehrere Jahre Leiter der Uni-Theaterwerkstatt Koblenz
- Theaterinszenierungen und Verfassen von Theaterrevuen
- Solo-Theater, u. a. Shakespeares Sommernachtstraum, Mephisto, Casanova
- Auftritte bei Privattheatern (u. a. Zur Winzerscheune, Kobern Gondorf; Konradhaus, Koblenz-Ehrenbreitstein)

### Literarisch-musikalische Soiréen
Texte der klassischen und modernen Literatur:
- Burg Namedy, Andernach
- Schloss Bürresheim, Mayen
- Cafe Hahn, Koblenz
- Schloss Engers, bei Koblenz
- Schloss Benrath, Düsseldorf
- Haus am Westbahnhof, Landau
- WHU Vallendar
- Lesungen an verschiedenen Koblenzer Schulen

### Klavier-Récitals
- Sommer-Uni Koblenz
- Herrnhuter Haus, Neuwied

Seit dem Ende seiner universitären Tätigkeit 2016 widmete er sich dem Schreiben von Büchern.